# لودویگ بینزوانگر
لودویگ بینزوانگر (به انگلیسی: Ludwig Binswanger) (۱۳ آوریل ۱۸۸۱ – ۵ فوریه ۱۹۶۶) روان‌پزشک سوئیسی و از پیشگامان درمان وجودی بود. بینزوانگر از ۱۹۱۱ تا ۱۹۵۶ مدیر یک آسایشگاه روانی در کروزلنژان سوئیس بود که توسط پدربزرگش تاسیس شده بود و بیماران معروفی در آن بستری بودند.